# Asfi-Moschee

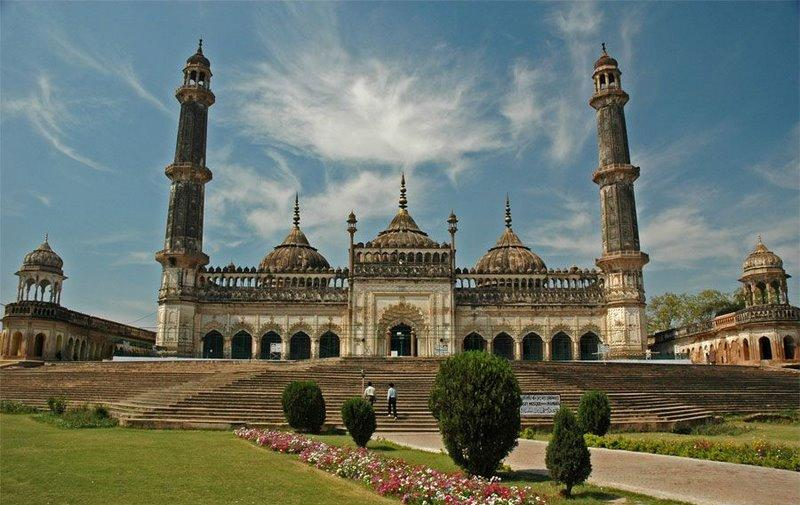
Asfi-Moschee, Lakhnau

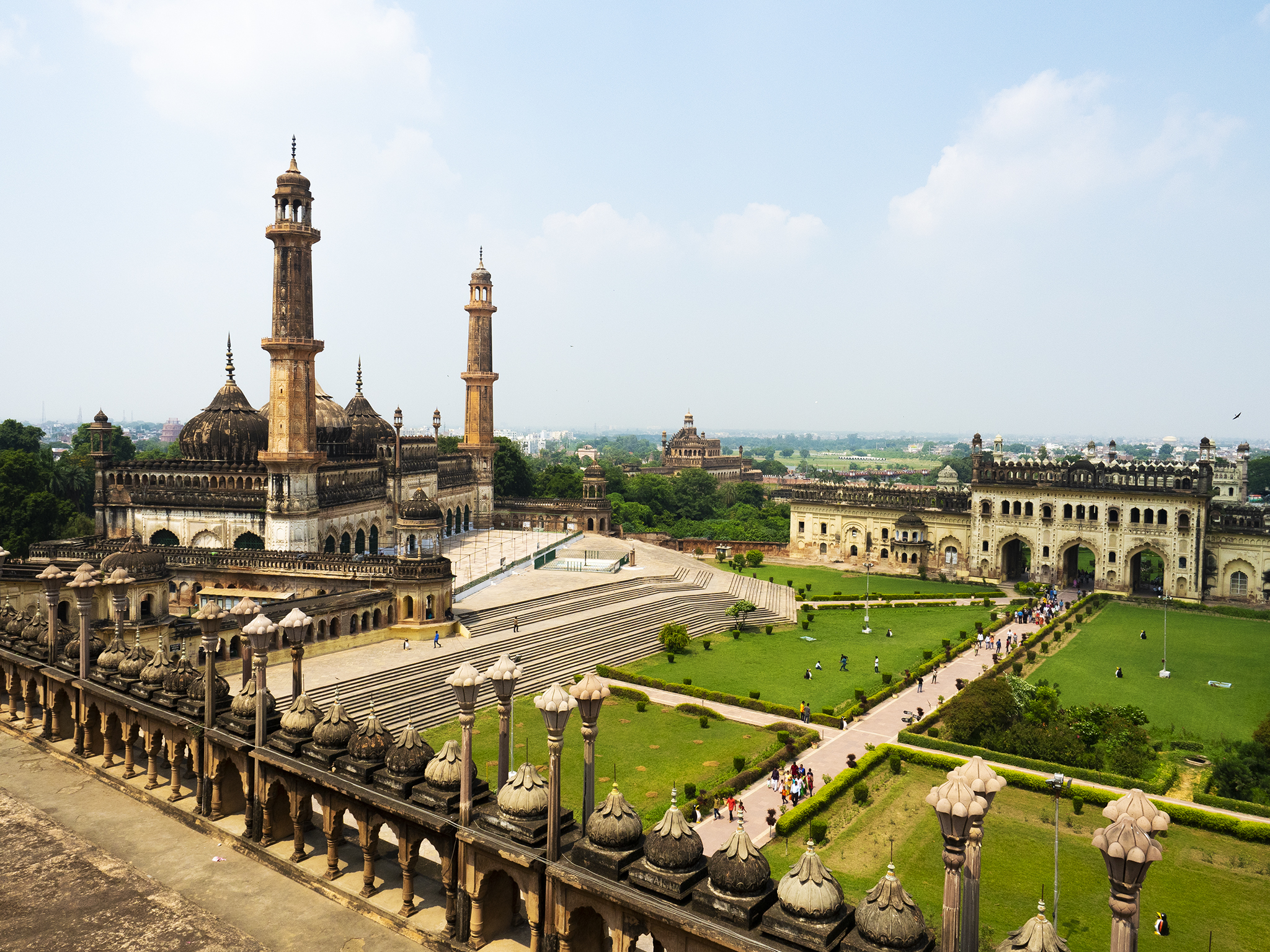
Asfi-Moschee und Gartenanlage des Bara-Imambara-Komplexes

Die Asfi-Moschee im Bara-Imambara-Komplex in der Provinz Avadh (ehemals Oudh) in der nordindischen Millionenstadt Lakhnau im Bundesstaat Uttar Pradesh ist ein Moscheebau mit stilistischen Anleihen aus der späten Mogulzeit.

## Geschichte
Der Nawab Asaf-ud-Daula (reg. 1775–1797) war der von den in Delhi, Agra und Lahore residierenden, aber schwach gewordenen Moguln quasi unabhängige Herrscher der Provinz Avadh. Er verlegte die Hauptstadt seines Herrschaftsbereiches kurz nach seinem Amtsantritt von Faizabad nach Lucknow und ließ dort einen riesigen Bautenkomplex mit Gärten und der repräsentativen Asfi-Moschee erbauen.

## Architektur
Am oberen Ende des Treppenaufgangs zur Moschee befindet sich ein quadratisches Wasserbecken für die vom Koran vor dem Gebet vorgeschriebene „Kleine Waschung“ (wudū'). Der von stark gebauchten Kuppeln dominierte Bau folgt dem vielportaligen Schema der ca. 100 Jahre älteren Großmoscheen in Delhi und Lahore. Die quergelagerte Fassade mit Mittelrisalit und zwei seitlichen – von Balkonen (şerefe) umschlossenen – Minaretten mit oktogonalem Querschnitt, die oben mit Laternen bzw. Chhatris abschließen, hat insgesamt 11 Eingangsportale. Dahinter befindet sich der überdachte Gebetsraum mit drei anschließenden, nach Mekka orientierten, Mihrāb-Nischen.
Trotz der oberflächlichen Ähnlichkeit zu den früheren Moscheen der Mogulzeit wirkt die Asfi-Moschee deutlich eleganter. Als ihr lokaler Nachfolger gilt die nur etwa 1,5 km entfernte Freitagsmoschee von Lakhnau.